# سوتارو ایزومی
سوتارو ایزومی (انگلیسی: Sotaro Izumi؛ زادهٔ ۵ اوت ۱۹۹۲) بازیکن فوتبال اهل ژاپن است.